# Jin Midi
Jin Midi (en chinois : 金日磾 et 金密低 ; 134 av. J.-C. - 86 av. J.-C.) est un homme politique de la dynastie Han.
Prince d'origine Xiongnu, il est fait prisonnier par l'armée des Han à l'âge de 14 ans. Réduit à l'état d'esclave à la cour, il s'occupe des chevaux de l'empereur. Il fait si bien son travail que l'empereur Han Wudi le remarque et le prend sous sa protection. Homme droit et d'une fidélité sans faille, il a la confiance de l'empereur Han Wudi qui, au moment de mourir,  lui confie la charge d'aider le nouvel empereur Han Zhaodi.